# Archaischer Homo sapiens
Als archaischer Homo sapiens (auch: früher anatomisch moderner Mensch) werden Fossilien der Gattung Homo bezeichnet, die ihrer Datierung und ihrem Erscheinungsbild nach als frühe, ursprüngliche („altertümliche“) Exemplare der Art Homo sapiens gedeutet werden. Die bisher ältesten Funde stammen vom Djebel Irhoud (Marokko) und wurden auf ein Alter von rund 300.000 Jahren datiert. Anhand von Langknochen wurde die Körpergröße der frühen anatomisch modernen Menschen auf ungefähr 177 cm geschätzt.

Ausbreitung des anatomisch modernen Menschen von Ostafrika ausgehend (rot, es ist nur die frühere Route eingetragen; circa 125.000 vor unserer Zeitrechnung). Die vorausgehenden Besiedelungen durch den Homo erectus (gelb) und den Neandertaler (ocker) – der Denisova-Mensch fehlt aufgrund der noch unsicheren Datenlage – sind farblich abgegrenzt; die Zahlen stehen für Jahre vor heute.

Obwohl aus Fossilien und Erbgut-Analysen (Molekulare Uhr) abgeleitet werden kann, wie lange der anatomisch moderne Mensch bereits existiert (Erbgutanalysen belegen die Existenz mindestens zwischen 200.000 und 100.000 Jahren vor heute), ist die Zeitspanne nicht klar definiert, die als Epoche dieses „archaischen“ Homo sapiens bezeichnet wird. Daher beschreiben einzelne Forscher bestimmte Funde – trotz anderslautendem Artnamen für diese Fossilien – als „archaische Formen“ des Homo sapiens (eine Vorgehensweise, die bei rezenten Arten zu Morphospezies führen würde), während andere Forscher die gleichen Funde im Sinne einer Chronospezies bewerten, also die älteren Fundstücke einer Vorläuferart der jüngeren zuordnen.
1903 hatte zudem Ludwig Wilser erneut die Bezeichnung Homo primigenius („ursprünglicher Mensch“) für einen hypothetischen Urmenschen in die Paläoanthropologie eingeführt, die 1868 bereits Ernst Haeckel vorgeschlagen hatte. Diese Bezeichnung wurde in den folgenden Jahren – meist im Zusammenhang mit Fossilfunden, die heute dem Neandertaler zugeordnet werden – wiederholt zur zeitlichen Einordnung der Fossilien benutzt; beispielsweise bezeichnete Franz Weidenreich 1928 den Schädel Kabwe 1 als Homo primigenius africanus.

## Wissenschaftlicher Name (Homo sapiens) und nomenklatorischer Typus
Die älteste überlieferte Abgrenzung des Menschen von den Tieren stammt von Aristoteles (384–322 v. Chr.). In seinem Werk Über die Teile der Tiere erwähnt er in Buch IV, anstelle von Vorderläufen besitze der Mensch Arme und Hände. Außerdem sei der Mensch das einzige Tier, das aufrecht stehe – entsprechend seiner gottgleichen Natur und seines gottgleichen Wesens, denen es zukomme, nachzudenken und vernünftig zu urteilen. Aristoteles zufolge unterscheiden den Menschen demnach vor allem drei Merkmale von allen anderen Lebewesen: ausdrücklich erwähnt werden erstens die Freistellung der vorderen Extremitäten von einer unmittelbaren Mithilfe bei der Fortbewegung, zweitens der aufrechte Gang und drittens die intellektuellen Fähigkeiten. Nach der „Wiederentdeckung“ von Aristoteles’ Schriften wurden sie im Hochmittelalter zwar zur Grundlage der an den Universitäten betriebenen scholastischen Wissenschaft, aber selbst aufgeschlossene Naturforscher wie Conrad Gessner und Francis Willughby fielen hinter Aristoteles zurück, indem sie den Menschen abseits von jeglicher Klassifikation stellten. Johannes Johnstonus hingegen war 1632 in seiner Schrift Thaumatographia naturalis einer der ersten europäischen Taxonomen, der immerhin einzelne Merkmale des Menschen mit denen der Tiere verglich.

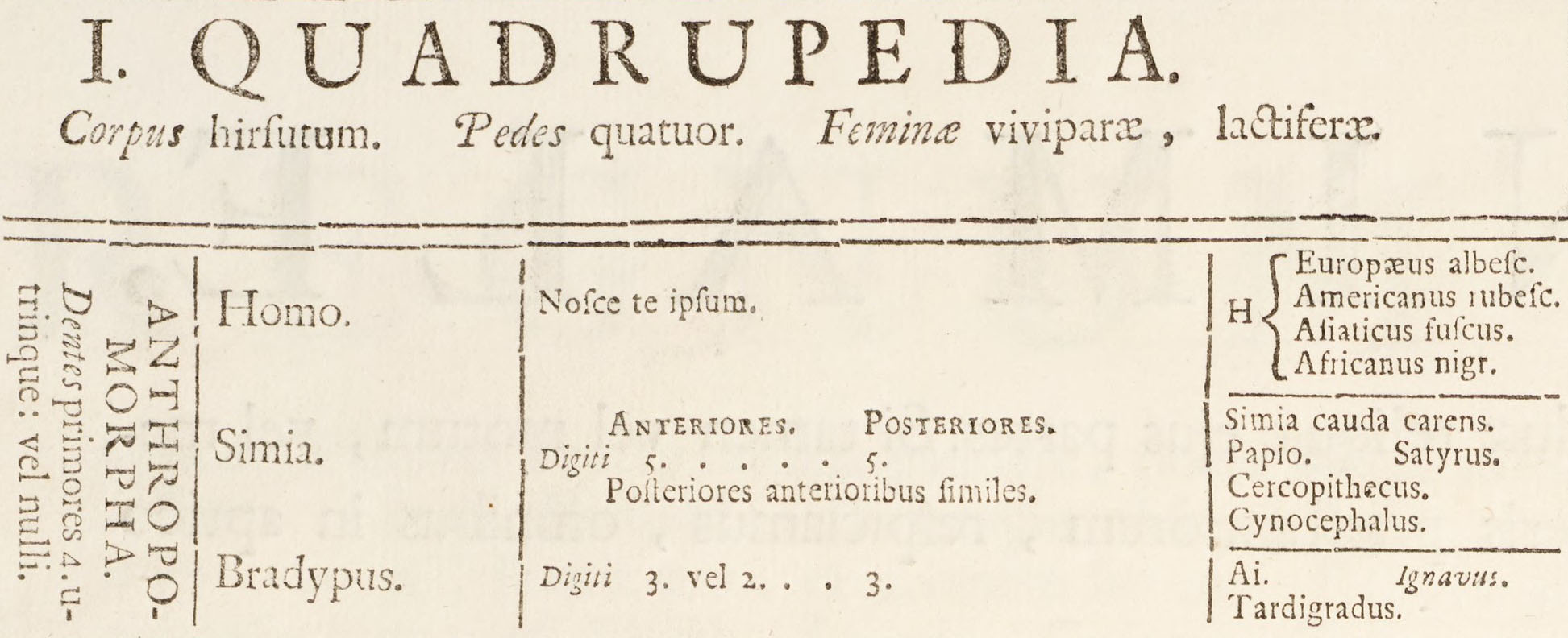
Beschreibung des Menschen in der 1. Auflage von Linnés Systema Naturæ

Erst Carl von Linné ordnete den Menschen 1735 in seiner Schrift Systema Naturae wieder dem Tierreich zu, und zwar zunächst in die von John Ray eingeführte Ordnung Anthropomorpha (Menschengestaltige), die Bestandteil der Klasse Quadrupedia (Vierfüßige) war. Allerdings verzichtete auch Linné – im Unterschied zu seiner üblichen Vorgehensweise – auf eine an körperlichen Merkmalen ausgerichtete Beschreibung der Gattung Homo, sondern notierte: „Nosce te ipsum“ („Erkenne dich selbst“). Linné ging demnach – wie beispielsweise auch der englische Lexikograf Samuel Johnson – davon aus, dass jeder Mensch genau wisse, was ein Mensch sei; Johnson hatte 1755 in seinem Dictionary of the English Language „man“ als ein „human being“ definiert und „human“ als „having the qualities of a man“. Linnés Systematik des Menschen änderte sich erst 1758, mit dem Erscheinen der 10. Auflage, deutlich: Er bezeichnete den Menschen zum einen erstmals als Homo sapiens und ordnete ihn zum anderen nunmehr in die Ordnung der Primaten innerhalb der Klasse der Säugetiere ein, allerdings erneut ohne Diagnose und ohne den erst später üblich gewordenen und seit 1999 vorgeschriebenen Bezug auf ein bestimmtes Individuum als wissenschaftliches Belegexemplar (Holotypus). Den Verzicht auf eine Diagnose hatte Linné 1747 in einem Brief an Johann Georg Gmelin wie folgt begründet:
„Ich verlange von Ihnen und von der ganzen Welt, dass sie mir ein Gattungsmerkmal zeigen, aufgrund dessen man zwischen Mensch und Affe unterscheiden kann. Ich weiß selbst mit äußerster Gewissheit von keinem.“
Linné hatte nie einen Menschenaffen, sondern nur ein Berberaffen-Weibchen beobachten können. Die von ihm hinterlassene Lücke versuchte zunächst Johann Friedrich Blumenbach zu füllen, als er 1775 in seiner Dissertation De generis humani varietate nativa („Über die natürlichen Verschiedenheiten im Menschengeschlechte“) vier „Varietäten“ des Menschen beschrieb, die – ausweislich zahlreicher gradueller Übergänge – einer gemeinsamen „Gattung“ entsprungen seien und deren gemeinsame Merkmale er herausstellte: die aufrechte Körperhaltung; das breite, flache Becken; zwei Hände; „Zähne in gleicher Ordnung an einander gereiht und aufrechtstehende Unterschneidezähne“; ferner: zwei Füße mit großem, nicht-opponierbarem großem Zeh, ein kurzer Unterkiefer mit einem deutlich erkennbaren Kinn sowie große Lippen und die Existenz von Ohrläppchen.
Einen Schritt weiter ging erst fast 200 Jahre später der Botaniker William Thomas Stearn und erklärte 1959 Carl von Linné selbst (Linnaeus himself) zum Lectotypus der Art Homo sapiens. Diese Festlegung ist nach den heute gültigen Regeln korrekt. Carl von Linnés sterbliche Überreste (sein im Dom zu Uppsala bestattetes Skelett) sind daher der nomenklatorische Typus der modernen menschlichen Art.
1993 erklärte der Paläontologe und Dinosaurierforscher Robert T. Bakker, er wolle den Schädel des Paläontologen Edward Drinker Cope als Typusexemplar des Homo sapiens durch „subsequent designation“ eines Lectotypus festlegen. Als Verehrer Copes wolle er damit dessen letztem Willen entsprechen. Eine Festlegung als Lectotypus widerspräche neben der Prioritätsregel auch der Regel im Nomenklaturcode, nach der nur solche Exemplare als Lectotypus gewählt werden können, die Teil der ursprünglichen Typusserie waren, Linné (1707–1778) hatte Cope (1840–1897) jedoch nicht gekannt. Bakker hätte einen Neotypus festlegen können unter der Voraussetzung, dass der bisherige Lectotypus nachweislich verloren gegangen sei und es eine ausdrücklich formulierte, außergewöhnliche Notwendigkeit dazu gegeben hätte. Da die Identität von Homo sapiens derzeit aber nicht in Zweifel steht, wäre eine solche Neotypusfestlegung von vornherein nicht gültig. Für einen Neotypus gelten weitere strenge Voraussetzungen, die Cope alle nicht erfüllt, beispielsweise müsste dieser aus Schweden kommen und es müsste die Forschungsinstitution benannt werden, in der der Neotypus aufbewahrt ist – der Schädel von Cope scheint in der betreffenden Museumssammlung derzeit gar nicht mehr auffindbar zu sein. Bakkers beabsichtigte Typusfestlegung ist von ihm selbst nicht gültig publiziert worden, sondern wurde lediglich in dem Buch Hunting Dinosaurs von Psihoyos & Knoebber (1994) zitiert, was für sich genommen einer gültigen Typusfestlegung jedoch nicht im Weg stünde.
Die von Johann Friedrich Blumenbach genannten Merkmale und die nachträgliche Festlegung eines Typusexemplars erlauben zwar, den Menschen von anderen heute lebenden Tieren zu unterscheiden. Sie erweisen sich jedoch nicht als hilfreich, die seitdem entdeckten homininen Fossilien der Art Homo sapiens zuzuordnen oder sie von ihr abzugrenzen, denn bis heute gibt es keine befriedigende morphologische Definition der Art: „Unsere Art Homo sapiens war niemals Gegenstand einer formalen morphologischen Definition, die uns helfen würde, unsere Artgenossen in irgendeiner brauchbaren Weise in den dokumentierten fossilen Funden zu erkennen.“
Das Fehlen der Diagnose für Homo sapiens hatte – und hat noch immer – erhebliche Auswirkungen auf die Zuordnung von homininen Fossilien zu einer bestimmten Art und für die Abgrenzung homininer Arten voneinander. So wurden beispielsweise die ersten Funde von Neandertalern als missgebildete Individuen der Art Homo sapiens interpretiert. Später, bis in die 1990er-Jahre hinein, wurden die Neandertaler dann als Homo sapiens neanderthalensis und die modernen Menschen als Homo sapiens sapiens bezeichnet, also als eng verwandte Unterarten von Homo sapiens. Demzufolge musste es einen gemeinsamen Vorfahren der Art Homo sapiens gegeben haben, dessen Fossilien „nicht modern“ aussahen. In der Folge wurden alle Funde, die hinreichend alt waren und „nicht modern“ aussahen, als „archaischer“ Homo sapiens tituliert. Nachdem erkannt worden war, dass Neandertaler und Mensch zwar verwandt, aber unabhängig voneinander aus einer afrikanischen Population von vermutlich Homo erectus entstanden waren, wurde beiden ein je eigener Artstatus zuerkannt: Homo neanderthalensis und Homo sapiens.
Den jüngsten Versuch einer Auflistung von „Alleinstellungsmerkmalen“ (Autapomorphien) des Homo sapiens, speziell anhand von Merkmalen im Bereich der Stirn (Supraorbitalregion) und des Kinns, publizierten 2010 Jeffrey H. Schwartz und Ian Tattersall.
Ausgehend von der Bezeichnung der biologischen Art des Menschen, Homo sapiens, haben sich in anderen Wissenschaftsbereichen zahlreiche daran angelehnte Benennungen etabliert.

## Homo erectusoderHomo heidelbergensis?
Parallel zur Korrektur des Status der Neandertaler wurde – insbesondere von US-amerikanischen Paläoanthropologen – die zunächst nur auf den Unterkiefer von Mauer, später gelegentlich auf alle europäischen Vorfahren der Neandertaler bezogene Art Homo heidelbergensis als Bindeglied zwischen afrikanischen Funden (die bis dahin einhellig als Homo erectus bezeichnet worden waren) und dem späteren Homo sapiens definiert. Die ältesten afrikanischen, zuvor Homo erectus zugeschriebenen Fossilien werden von diesen Forschern seitdem zu Homo ergaster gestellt, die jüngeren zu Homo heidelbergensis. Dieser Teil der Paläoanthropologen ordnete Homo erectus somit als rein asiatische Chronospezies ein, sodass aus dieser Sicht Homo heidelbergensis aus den Homo ergaster benannten Funden hervorging und der letzte gemeinsame afrikanische Vorfahre von Neandertalern und modernen Menschen war. Konsequenterweise wird von diesen Paläoanthropologen nunmehr Homo heidelbergensis als „archaischer“ Homo sapiens bezeichnet; eine exakte Abgrenzung seiner anatomischen Merkmale von denen des Homo sapiens und des Neandertalers (eine präzise Definition seiner „Alleinstellungsmerkmale“) wurde aber bislang nicht vorgenommen.
Andere US-amerikanische und vor allem europäische Forscher verwenden hingegen bis heute die Bezeichnung Homo erectus für die letzten gemeinsamen Vorfahren von Neandertaler und Homo sapiens, mit der Folge, dass sie selbst den Unterkiefer von Mauer – der immerhin das Typusexemplar von Homo heidelbergensis ist – als Homo erectus heidelbergensis bezeichnen. Dies wiederum hat zur Folge, dass die 400.000 Jahre alten oder jüngeren afrikanischen Funde je nach Blickwinkel als später Homo erectus oder als archaischer Homo sapiens bezeichnet werden können.

## Wo entstandHomo sapiens?

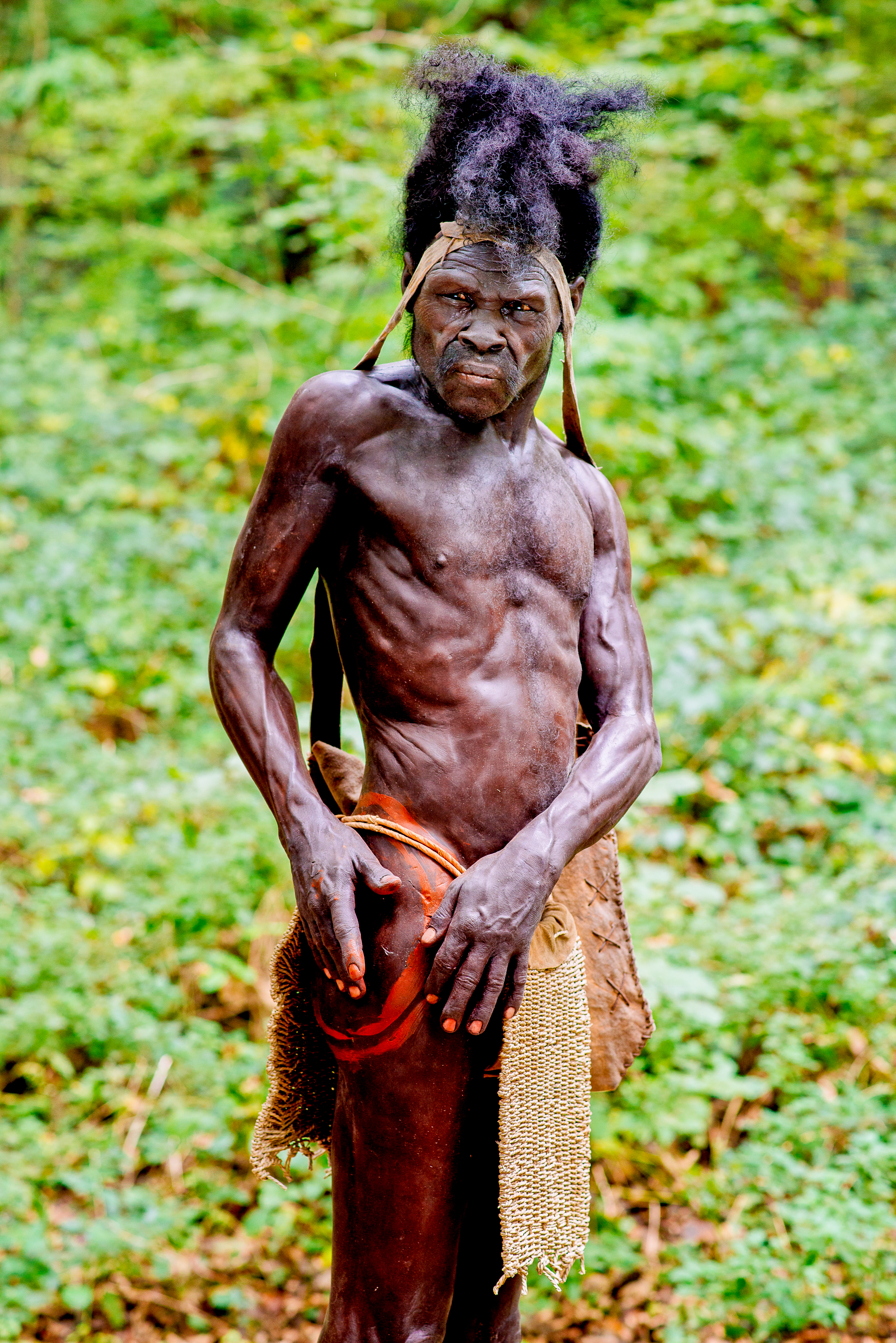
Lebend-Rekonstruktion des Fundes von Djebel Irhoud (Marokko) im Neanderthal Museum (Mettmann)

Sowohl die paläoanthropologischen als auch die genetischen Befunde haben dazu geführt, dass Afrika heute als Ursprungskontinent des Homo sapiens gilt. Es konnte jedoch bislang keine bestimmte Region identifiziert werden, die als Ursprungsregion gelten könnte. In einer 2018 publizierten Übersichtsarbeit wurde daher argumentiert, dass der anatomisch moderne Mensch „nicht von einer einzigen Gründerpopulation in einer Region Afrikas“ abstammt, sondern von diversen, über den gesamten Kontinent verstreuten und weitgehend voneinander isolierten Jäger- und Sammlergruppen: „Getrennt durch Wüsten und dichte Wälder lebten sie in unterschiedlichen Lebensräumen. Jahrtausende der Trennung führten zu einer erstaunlichen Vielfalt menschlicher Gruppen, deren Vermischung letztlich unsere Spezies prägte.“
Für terminologische Verwirrung kann jedoch sorgen, dass einige späte asiatische Funde von Homo erectus (um 280.000 vor heute) wie zum Beispiel der Dali-Mensch „anatomisch eine Zwischenform von Homo erectus und Homo sapiens darstellen und daher manchmal als ‚archaischer Homo sapiens‘ klassifiziert werden“, obwohl die Erstbesiedlung Asiens durch Homo sapiens erst rund 240.000 Jahre später stattfand.
Zudem wird die Bezeichnung Homo rhodesiensis, die 1921 für ein in Kabwe (damals Nordrhodesien) entdecktes Fossil gewählt worden war, heute gelegentlich zur Bezeichnung des archaischen Homo sapiens zwischen die Arten Homo sapiens und Homo erectus gestellt. Der bislang älteste, unbestritten zu Homo sapiens gestellte Fund aus Äthiopien, Homo sapiens idaltu, wurde von seinen Entdeckern hingegen nicht als „archaischer Homo sapiens“ ausgewiesen, sondern als „Bindeglied“ zwischen archaischen Vorläuferarten und den späteren modernen Menschen.
Gleichwohl ist es bloß eine Frage des Blickwinkels, ob bestimmte afrikanische Fossilfunde beispielsweise als „später Homo erectus“ oder als „früher Homo sapiens“ ausgewiesen werden, da der Übergang von einer Chronospezies zu einer anderen sich in jedem Fall stufenlos vollzog. Friedemann Schrenk unterschied daher 1997 zwei Entwicklungsstufen zum modernen Menschen, „die aufgrund der Schädelmerkmale voneinander zu trennen sind“ und ordnete ihnen Fossilien von folgenden Fundorten zu:
- Früher archaischer Homo sapiens (ca. 500.000–200.000 Jahre): Kabwe (= Homo rhodesiensis), Saldanha (Südafrika), Ndutu 1, Eyasi 1 (Tansania), Bodo 1 (Äthiopien), Salé (Marokko) und – aufgrund neuerer Datierungen – Florisbad 1 (Südafrika = „Homo helmei“)
- Später archaischer Homo sapiens (ca. 200.000–100.000 Jahre): Eliye Springs, West Turkana, (Kenia), Laetoli (Tansania) und Djebel Irhoud (Marokko; wobei die Fossilien von Djebel Irhoud im Jahr 2017 als wesentlich älter – rund 300.000 Jahre alt – identifiziert wurden).

Andere Autoren bezeichnen die 200.000 bis 100.000 Jahre alten Funde, darunter den in Italien entdeckten „Altamura-Mann“ und Omo 1, stattdessen als frühen anatomisch modernen Menschen.
Im Jahre 2010 wurden Zahnfunde aus der Qesem-Höhle in Israel bekannt, die auf 400.000 bis 200.000 Jahre datiert und aufgrund morphologischer Merkmale Homo sapiens zugeschrieben wurden. Es handelt sich um drei Zähne eines menschlichen Oberkiefers (Zahnformel C1-P4). Große Ähnlichkeiten bestehen nach Aussage der Autoren mit den Funden aus der Skhul-Höhle und der Qafzeh-Höhle im heutigen Israel, die zwischen 90.000 und 120.000 Jahre alt sind und bislang als älteste anatomisch moderne Menschen der Levante galten. Obwohl der Befund von Paläoanthropologen außerhalb der Qesem-Arbeitsgruppe bestätigt wurde, bleiben weitere unabhängige Überprüfungen abzuwarten.
Die Merkmale des Homo sapiens begannen sich offenbar parallel zu einer Desertifikation Ostafrikas herauszubilden, wie Analysen der Sedimente des Magadisees ergaben.

## Genfluss zwischen anderenHomo-Arten undHomo sapiens
Seit 2010 wurden mehrere Studien veröffentlicht, in denen das Ergebnis von Analysen der Erbanlagen aus Zellkernen und Mitochondrien von Fossilien berichtet wurde. Diesen Studien zufolge kam es – vermutlich vor rund 110.000 bis 50.000 Jahren im Nahen Osten – zu Genfluss von Neandertalern zu Homo sapiens. Ferner habe es Genfluss von den Denisova-Menschen sowie von bislang nicht näher bekannten afrikanischen Homo-Populationen zu Homo sapiens gegeben. Im Jahr 2020 wurden zudem Hinweise darauf publiziert, dass es vor maximal 370.000 Jahren, spätestens aber vor 100.000 Jahren, zu einem Übergang des Y-Chromosoms von Homo sapiens in die Population der Neandertaler gekommen sein könnte.
Maßgeblichen Anteil an Erkenntnissen zur Hybridisierung zwischen Homo sapiens und anderen Menscharten (Neandertaler und Denisova-Mensch) hat der schwedische Forscher Svante Pääbo mit seinem Team. Bereits 1997 hatte Pääbos Münchner Arbeitsgruppe in Kooperation mit dem Rheinischen Landesmuseum und US-amerikanischen Wissenschaftlern die mitochondriale DNA des modernen Homo sapiens mit der des Neandertalers verglichen, dabei aber keine Anhaltspunkte für einen Genfluss entdeckt. Auch im Jahre 2004 sahen Pääbo und sein Team noch keine Anhaltspunkte für einen signifikanten Genfluss vom Neandertaler zum modernen Homo sapiens. Diese Erkenntnisse änderten sich erst nach dem Einsatz neuer Analysemethoden mit dem Ergebnis, dass wohl Genfluss stattgefunden habe mit einem heute messbaren Beitrag von 4 % Neandertaler-Genen zum Genpool heutiger Europäer und Asiaten. In den Jahren 2013 bis 2015 veröffentlichte Analysedaten zu den Homo-sapiens-Fossilien von Peștera cu Oase in Rumänien und Ust-Ischim in Sibirien untermauerten diese Befunde. Ein Genfluss wurde bislang nur in eine Richtung nachgewiesen, nämlich Verpaarung von Homo sapiens-Männern mit Neandertaler-Frauen.

## Dokumentationen
- Homo Sapiens – Vom wahren Ursprung des Menschen. Originaltitel: Homo sapiens, les nouvelles origines. TV_Dokumentation von Olivier Julien, F (arte-France) 2020, deutsche Synchronfassung: arte, 10. Oktober 2020  (Auf: Arte-Mediathek) Mitwirkend: Émile Ennouchi (Anthropologe, Universität von Rabat), Jean-Jacques Hublin (Anthropologe, Max-Planck-Institut für evolutionäre Anthropologie in Leipzig), Phillip Gunz (Anthropologe, Max-Planck-Institut für evolutionäre Anthropologie in Leipzig).

## Belege
1. ↑  José-Miguel Carretero u. a.: Stature estimation from complete long bones in the Middle Pleistocene humans from the Sima de los Huesos, Sierra de Atapuerca (Spain). In: Journal of Human Evolution. Band 62, Nr. 2, 2012, S. 242–255, doi:10.1016/j.jhevol.2011.11.004
2. ↑  1. Früher archaischer Homo sapiens (ca. 500.000–200.000 Jahre': Kabwe (= Homo rhodesiensis)), Saldanha 1 (Südafrika), Ndutu 1, Eyasi 1 (Tansania), Bodo (Äthiopien), Salé (Marokko) und – aufgrund neuerer Datierungen – Florisbad 1 (Südafrika = „Homo helmei“) 2. Später archaischer Homo sapiens (ca. 200.000–100.000 Jahre): Eliye Springs (West Turkana, Kenia), Laetoli (Tansania), Djebel Irhoud (Marokko).
3. ↑  Ian McDougall et al.: Stratigraphic placement and age of modern humans from Kibish, Ethiopia. In: Nature. Band 433, 2005, S. 733–736, doi:10.1038/nature03258.
4. ↑  Max Ingman u. a.: Mitochondrial genome variation and the origin of modern humans. In: Nature. Band 408, 2000, S. 708–713, doi:10.1038/35047064.
5. ↑  Jeffrey H. Schwartz, Ian Tattersall: Fossil evidence for the origin of Homo sapiens. In: American Journal of Physical Anthropology. Band 143, Nr. S51, 2010, S. 94–121 doi:10.1002/ajpa.21443, Volltext (PDF).
6. ↑  Ernst Haeckel: Natürliche Schöpfungsgeschichte. Gemeinverständliche wissenschaftliche Vorträge über die Entwickelungslehre im Allgemeinen und diejenige von Darwin, Goethe und Lamarck im Besonderen, über die Anwendung derselben auf den Ursprung des Menschen und andere damit zusammenhängende Grundfragen der Naturwissenschaft. Georg Reimer, Berlin 1868, Kapitel 19, (Volltext)
7. ↑  Ludwig Wilser: Die Rassen der Steinzeit. In: Correspondenz-Blatt der Anthropologischen Gesellschaft. Band 34, Nr. 12, 1903, S. 185–188. Dazu: Gustav Heinrich Ralph von Koenigswald: Early Man: Facts and Fantasy. In: The Journal of the Royal Anthropological Institute of Great Britain and Ireland. Band 94, Nr. 2, 1964, S. 67–79.
8. ↑  Franz Weidenreich: Entwicklungs- und Rassentypen des Homo primigenius. In: Natur und Museum. Band 58, 1928, S. 1–13 und 51–62.
9. ↑  Samuel Johnson: A Dictionary of the English Language. First edition. Printed for W. Strahan and T. Cadell in the Strand, London 1755.
10. ↑  auf Seite 20 seines Werks; es ist die erste Tierart, die Linné in diesem Werk aufgelistet hat.
11. ↑  ICZN Code: Kapitel 4, Artikel 16.4
12. ↑  Brief an Johann Georg Gmelin vom 14. Februar 1747, zitiert aus: Hans Werner Ingensiep: Der kultivierte Affe. Philosophie, Geschichte, Gegenwart. S. Hirzel, Stuttgart 2013, ISBN 978-3-7776-2149-4, S. 64.
13. ↑  Hans Werner Ingensiep: Der kultivierte Affe, S. 65.
14. ↑  Johann Friedrich Blumenbach: Über die natürlichen Verschiedenheiten im Menschengeschlechte. Leipzig 1798, S. 19 ff.
15. ↑  William Thomas Stearn: The Background of Linnaeus's Contributions to the Nomenclature and Methods of Systematic Biology. In: Systematic Zoology. Band 8, Nr. 1, 1959, S. 4–22, doi:10.2307/2411603.
16. ↑  ICZN Code: Kapitel 16, Artikel 74.1 (Teil der Syntypenserie), 74.3 (individuelle Lectotypus-Festlegung), 74.5 (Verwendung der Formulierung „the type“)
17. ↑  Not my type. (Memento vom 3. März 2007 im Internet Archive)
18. ↑  ICZN Code: Kapitel 16, Artikel 74.1.1
19. ↑  ICZN Code: Kapitel 16, Artikel 74.1
20. ↑  ICZN Code: Kapitel 16, Artikel 75.1
21. ↑  ICZN Code: Kapitel 16, Artikel 75.3
22. ↑  ICZN Code: Kapitel 16, Artikel 75.2
23. ↑  ICZN Code: Kapitel 16, Artikel 75.3.6
24. ↑  ICZN Code: Kapitel 16, Artikel 75.3.7
25. ↑  L. Psihoyos, J. Knoebber: Hunting dinosaurs. Cassell, London 1994, s. I-XVII [= 1-17], 1-267.
26. ↑  Homo sapiens lectotype. (Memento vom 28. Juni 2009 im Internet Archive)
27. ↑  Jeffrey H. Schwartz, Ian Tattersall: Fossil evidence for the origin of Homo sapiens. In: American Journal of Physical Anthropology. (= Yearbook of Physical Anthropology). Band 143, Supplement 51, 2010, S. 94–121, doi:10.1002/ajpa.21443. Im Original: Our species Homo sapiens has never been subject to a formal morphological definition, of that sort that would help us in any practical way to recognize our conspecifics in the fossil record.
28. ↑  Smithsonian Institution: „basically meaning any Homo sapiens that didn't look quite modern.“ (Memento vom 15. November 2009 im Internet Archive)
29. ↑  Jeffrey H. Schwartz, Ian Tattersall: Fossil evidence for the origin of Homo sapiens. In: American Journal of Physical Anthropology. (= Yearbook of Physical Anthropology). Band 143, Supplement 51, 2010, S. 94–121. doi:10.1002/ajpa.21443 Im Original: Our species Homo sapiens has never been subject to a formal morphological definition, of that sort that would help us in any practical way to recognize our conspecifics in the fossil record.
30. ↑  Smithsonian Institution (Memento vom 15. November 2009 im Internet Archive) „Recently, it has been proposed to separate these individuals into a distinct species. For this purpose, the Mauer mandible, and the species name Homo heidelbergensis has seniority.“
31. ↑  talkorigins.org „Heidelberg Man = Mauer Jaw = Homo sapiens (archaic) (also Homo heidelbergensis)“
32. ↑  msu.edu: Homo sapiens (archaic) are also known as Homo heidelbergensis. (Memento vom 8. Oktober 2012 im Internet Archive)
33. ↑  Jean-Jacques Hublin: Northwestern African Middle Pleistocene hominids and their bearing on the emergence of Homo sapiens. In: Lawrence Barham, Kate Kate Robson-Brown: Africa and Asia in the Middle Pleistocene. Western Academic & Specialist Press, Bristol 2001, ISBN 0-9535418-4-3, S. 115.
34. ↑  Experts question study claiming to pinpoint birthplace of all humans. Auf: sciencemag.org vom 28. Oktober 2019.
35. ↑   Eleanor M.L. Scerri et al.: Did Our Species Evolve in Subdivided Populations across Africa, and Why Does It Matter? In: Trends in Ecology & Evolution. Band 33, Nr. 8, 2018, S. 582–594, doi:10.1016/j.tree.2018.05.005.
36. ↑  Unsere weitverzweigten afrikanischen Wurzeln. Auf: mpg.de vom 11. Juli 2018.
37. ↑  Friedemann Schrenk: Die Frühzeit des Menschen. Der Weg zum Homo sapiens. 5. Auflage. Beck, München 2008, ISBN 978-3-406-57703-1, S. 103.
38. ↑  Diese offenbar konvergente Entwicklung bestimmter Merkmale bei Homo erectus in Asien und bei den in Afrika lebenden Vorfahren von Homo sapiens führte unter anderem zur umstrittenen Hypothese eines multiregionalen Ursprungs des modernen Menschen.
39. ↑  Tim White, Berhane Asfaw et al.: Pleistocene Homo sapiens from Middle Awash, Ethiopia. In: Nature. Band 423, 2003, S. 742–747, doi:10.1038/nature01669.
40. ↑  Friedemann Schrenk: Die Frühzeit des Menschen. 5. Auflage. Beck, München 2008, S. 115–116.
41. ↑  Philipp Gunz et al.: Early modern human diversity suggests subdivided population structure and a complex out-of-Africa scenario. In: PNAS. Band 106, Nr. 15, 2009, doi:10.1073/pnas.0808160106.
42. ↑  Israel Hershkovitz, P. Smith, R. Sarig, R. Quam, L. Rodríguez, R. García, J.-L. Arsuaga, R. Barkai, A. Gopher: Middle Pleistocene dental remains from Qesem Cave, Israel. In: American Journal of Physical Anthropology. Band 143, Nr. S51, 2010, doi:10.1002/ajpa.21446, (PDF-Download; 922 kB) (Memento vom 19. November 2012 im Internet Archive)
43. ↑  R. Bernhart Owen, Veronica M. Muiruri, Tim K. Lowenstein et al.: Progressive aridification in East Africa over the last half million years and implications for human evolution. In: PNAS. Band 115, Nr. 44, 2018, S. 11174–11179, doi:10.1073/pnas.1801357115.
44. ↑  Richard E. Green et al.: A draft sequence of the Neandertal Genome. In: Science. Band 328, Nr. 5979, 2010, S. 710–722, doi:10.1126/science.1188021
45. ↑  David Reich et al.: Denisova Admixture and the First Modern Human Dispersals into Southeast Asia and Oceania. In: The American Journal of Human Genetics. Band 89, Nr. 4, 2011, S. 516–528, doi:10.1016/j.ajhg.2011.09.005
46. ↑  Michael F. Hammer et al.: Genetic evidence for archaic admixture in Africa. In: PNAS. Band 108, Nr. 37, 2011, S. 15123–15128, doi:10.1073/pnas.1109300108
47. ↑  Martin Petr et al.: The evolutionary history of Neandertal and Denisovan Y chromosomes. In: Science. Band 369, Nr. 6511, 2020, S. 1653–1656, doi:10.1126/science.abb6460.
48. ↑  Matthias Krings et al.: Neandertal DNA sequences and the origin of modern humans. In: Cell. Band 90, Nr. 1, 1997, S. 19–30, doi:10.1016/S0092-8674(00)80310-4.
49. ↑  Die Neandertaler haben den Großteil ihrer Gene für sich behalten. Auf: mpg.de vom 16. März 2004.
50. ↑  Der Neandertaler in uns. Die Analyse des Neandertaler-Genoms ergibt: Menschen und Neandertaler haben sich doch vermischt. Auf: mpg.de vom 6. Mai 2010.
51. ↑  Frühe Europäer haben sich mit Neandertalern vermischt. Auf: mpg.de vom 22. Juni 2015, mit einer Abbildung des Unterkiefers Oase 1
52. ↑  Erbgut des bisher ältesten modernen Menschen entschlüsselt. Auf: mpg.de vom 22. Oktober 2014.
53. ↑  Die erste Million ist sequenziert. Leipziger Max-Planck-Forscher entschlüsseln eine Million Basenpaare des Neandertalergenoms. Auf: mpg.de vom 16. November 2006.
54. ↑  Fernando L. Mendez et al.: The Divergence of Neandertal and Modern Human Y Chromosomes. In: The American Journal of Human Genetics. Band 98, Nr. 4, 2016, S. 728–734, doi:10.1016/j.ajhg.2016.02.023 
 Hatten Neandertaler folgenlosen Sex mit Menschen? Auf: spektrum.de vom 22. März 2018
55. ↑  Martin Petr, Mateja Hajdinjak, Qiaomei Fu, Elena Essel, Hélène Rougier, Isabelle Crevecoeur, Patrick Semal, Liubov V. Golovanova, Vladimir B. Doronichev, Carles Lalueza-Fox, Marco de la Rasilla, Antonio Rosas, Michael V. Shunkov, Maxim B. Kozlikin, Anatoli P. Derevianko, Benjamin Vernot, Matthias Meyer, Janet Kelso: The evolutionary history of Neanderthal and Denisovan Y chromosomes. In: Science. Band 369, Nr. 6511, 25. September 2020, ISSN 0036-8075, S. 1653–1656, doi:10.1126/science.abb6460 (science.org [abgerufen am 30. Dezember 2023]).